# ضوء صلب
الضوء الصلب هو مادة افتراضية، مصنوعة من الضوء في حالة صلبة. من الناحية النظرية، من الممكن صنع مثل هذه المواد،  وهناك مطالبات أن هذه المادة قد تمت بالفعل،  بما في ذلك مطالبات من معهد ماساتشوستس للتكنولوجيا وجامعة هارفارد.

## نظرية
نظريًا، يمكن جذب الفوتونات، وهي الجسيمات التي تصنع الضوء، في وسط غير خطي. في الاختبار، تباطأ شعاع الليزر الذي أطلق في سحابة باردة للغاية من الروبيديوم إلى أسفل الفوتونات وجعلها تعمل ككيان واحد.

## الخيال
يظهر الضوء الصلب في العديد من امتيازات ألعاب الفيديو، بما في ذلك هالو و بورتال و ماس إفكت و أوفرواتش. كما يتم تصويره أيضًا في سلسلة لايتبرينغير للمؤلف الخيالي برينت ويكس. [بحاجة لمصدر] يظهر أيضًا في د.سترينج. [بحاجة لمصدر]